# Copa Libertadores 2022
De Copa Libertadores de América 2022 was de 63ste editie van de  Copa Libertadores, een jaarlijks voetbaltoernooi voor clubs uit Latijns-Amerika, georganiseerd door de CONMEBOL. Sinds 2014 is de officiële naam van het toernooi de  Copa Bridgestone Libertadores. Het toernooi vond plaats van 8 februari 2022 tot en met 29 oktober 2022.

## Programma
De kalender is als volgt.
| Fase          | Loting           | 1e wedstrijd | 2e wedstrijd |
| ------------- | ---------------- | --- | --- |
| 1e voorronde  | 20 december 2021 | 8-9 februari 2021 | 15-16 februari 2022 |
| 2e voorronde  | 20 december 2021 | 22-24 februari 2022 | 1-3 maart 2022 |
| 3e voorronde  | 20 december 2021 | 8-10 maart 2022 | 15-17 maart 2022 |
| Groepsfase    | 23 maart 2022    | - Speeldag 1: 5-7 april 2022 - Speeldag 2: 12-14 april 2022 - Speeldag 3: 26-28 april 2022 - Speeldag 4: 3-5 mei 2022 - Speeldag 5: 17-19 mei 2022 - Speeldag 6: 24-26 mei 2022 | - Speeldag 1: 5-7 april 2022 - Speeldag 2: 12-14 april 2022 - Speeldag 3: 26-28 april 2022 - Speeldag 4: 3-5 mei 2022 - Speeldag 5: 17-19 mei 2022 - Speeldag 6: 24-26 mei 2022 |
| Laatste 16    | 1 juni 2022      | 28-30 juni 2022 | 5-7 juli 2022 |
| Kwartfinales  | 1 juni 2022      | 2-4 augustus 2022 | 9-11 augustus 2022 |
| Halve finales | 1 juni 2022      | 30 augustus - 1 september 2022 | 6-8 september 2022 |
| Finale        | 1 juni 2022      | 29 oktober 2022 | 29 oktober 2022 |

## Teams
De volgende 47 teams uit de 10 aangesloten landen van de CONMEBOL deden mee aan het toernooi :
- Winnaar van de Copa Libertadores 2021
- Winnaar van de Copa Sudamericana 2021
- Brazilië : 7 deelnemers
- Argentinië: 6 deelnemers
- Alle andere aangesloten bonden: 4 deelnemers elk

De fase van instroming is als volgt:
- Groepsfase: 28 teams
  - Winnaar Copa Libertadores
  - Winnaar Copa Sudamericana
  - De Nummers 1 t/m 5 uit  Argentinië en Brazilië
  - De Nummers 1 t/m 2 uit  alle andere aangesloten bonden
- 2e voorronde: 13 teams
  - De Nummers 6 en 7 uit Brazilië
  - De Nummer 6 van  uit Argentinië
  - De Nummers  3 en 4 uit  Chili en Colombia
  - De nummers 3 uit alle andere aangesloten bonden
- 1e voorronde: 6 teams
  - De nummers 4 uit Bolivia, Ecuador, Paraguay, Peru, Uruguay en Venezuela

## Kwalificatie
De loting voor de kwalificaties vond plaats op 20 december 2021 om 12:00 UTC-3 in het bondskantoor van de CONMEBOL te  Luque, Paraguay..

### 1e voorronde
| Team 1                    | Tot.         | Team 2    | 1e wedstr. | 2e wedstr. |
| ------------------------- | ------------ | --------- | ---------- | ---------- |
| Montevideo City Torque    | 1-1 (7-8 np) | Barcelona | 1-1        | 0-0        |
| Deportivo Lara            | 2-7          | Bolívar   | 2-3        | 0-4        |
| Universidad César Vallejo | 0-3          | Olimpia   | 0-1        | 0-2        |

### 2e voorronde
| Team 1          | Tot.         | Team 2               | 1e wedstr. | 2e wedstr. |
| --------------- | ------------ | -------------------- | ---------- | ---------- |
| Millonarios     | 1-4          | Fluminense           | 1-2        | 0-2        |
| Audax Italiano  | 1-2          | Estudiantes          | 1-0        | 0-2        |
| Bolívar         | 1-3          | Universidad Católica | 1-1        | 0-2        |
| América Mineiro | 3-3 (5-4 np) | Guaraní              | 0-1        | 3-2        |
| Barcelona       | 3-0          | Universitario        | 2-0        | 1-0        |
| Plaza Colonia   | 2-3          | The Strongest        | 2-0        | 0-3        |
| Everton         | 3-1          | Monagas              | 3-0        | 0-1        |
| Olimpia         | 4-2          | Atlético Nacional    | 3-1        | 1-1        |

### 3e voorronde
De 4  verliezers van deze ronde plaatsen zich voor de groepsfase van de  Copa Sudamericana in 2022.
| Team 1               | Tot.         | Team 2        | 1e wedstr. | 2e wedstr. |
| -------------------- | ------------ | ------------- | ---------- | ---------- |
| Fluminense           | 3-3 (5-4 np) | Olimpia       | 3-1        | 0-2        |
| Everton              | 0-2          | Estudiantes   | 0-1        | 0-1        |
| Universidad Católica | 1-2          | The Strongest | 0-0        | 1-2        |
| América Mineiro      | 0-0 (5-4 np) | Barcelona     | 0-0        | 0-0        |

## Groepsfase
De top 2 van elke groep plaatst zich voor de laatste 16, terwijl de acht nummers 3 zich plaatsen voor de Copa Sudamericana 2022

## Hoofdtoernooi
In de knock-out fase speelden de teams twee keer tegen elkaar, zowel uit als thuis. De finale bestond uit één wedstrijd gespeeld op neutraal terrein.

### Laatste 16
| Team 1               | Tot.         | Team 2           | 1e wedstr. | 2e wedstr. |
| -------------------- | ------------ | ---------------- | ---------- | ---------- |
| Athletico Paranaense | 3–2          | Libertad         | 2-1        | 1-1        |
| Deportes Tolima      | 1–8          | Flamengo         | 0-1        | 1-7        |
| Vélez Sarsfield      | 1–0          | River Plate      | 1-0        | 0-0        |
| Emelec               | 1–2          | Atlético Mineiro | 1-1        | 0-1        |
| Cerro Porteño        | 0–8          | Palmeiras        | 0-3        | 0-5        |
| Talleres             | 3–1          | Colón            | 1-1        | 2-0        |
| Corinthians          | 0–0 (6-5 np) | Boca Juniors     | 0-0        | 0-0        |
| Fortaleza            | 1–4          | Estudiantes      | 1-1        | 0-3        |

### Kwartfinales
| Team 1               | Tot.         | Team 2      | 1e wedstr. | 2e wedstr. |
| -------------------- | ------------ | ----------- | ---------- | ---------- |
| Athletico Paranaense | 1-0          | Estudiantes | 0-0        | 1-0        |
| Corinthians          | 0-3          | Flamengo    | 0-2        | 0-1        |
| Vélez Sarsfield      | 4-2          | Talleres    | 3-2        | 1-0        |
| Atlético Mineiro     | 2-2 (5-6 np) | Palmeiras   | 2-2        | 0-0        |

### Halve finales
| Team 1               | Tot. | Team 2    | 1e wedstr. | 2e wedstr. |
| -------------------- | ---- | --------- | ---------- | ---------- |
| Athletico Paranaense | 3-2  | Palmeiras | 1-0        | 2-2        |
| Vélez Sarsfield      | 1-6  | Flamengo  | 0-4        | 1-2        |

### Finale
|                               |                       |       |                      | |
| 29 oktober 2022 15:00 (UTC-5) | Flamengo              | 1 - 0 | Athletico Paranaense | Estadio Monumental Isidro Romero Carbo , Guayaquil , Ecuador Scheidsrechter: Patricio Loustau ( Argentinië) |
| 29 oktober 2022 15:00 (UTC-5) | Gabriel Barbosa 45+4' |       |                      | Estadio Monumental Isidro Romero Carbo , Guayaquil , Ecuador Scheidsrechter: Patricio Loustau ( Argentinië) |